# Jo Jo
Jo Jo – singel południowokoreańskiej grupy SHINee, wydany cyfrowo 5 grudnia 2009 roku w Korei Południowej. Wspólnie z singlem Ring Ding Dong promował minialbum 2009, Year of Us. Osiągnął 16 pozycję na liście Gaon Chart.  SHINee po raz pierwszy wykonali piosenkę na żywo 11 grudnia 2009 roku w programie Music Bank stacji KBS.

## Lista utworów
| Nr | Tytuł   | Słowa  | Muzyka | Czas |
| -- | ------- | ------ | ------ | ---- |
| 3. | "Jo Jo" | Kenzie | Kenzie | 3:38 |